# Polycaena carmelita
Polycaena carmelita är en fjärilsart som beskrevs av Charles Oberthür 1903. Polycaena carmelita ingår i släktet Polycaena och familjen Riodinidae. Inga underarter finns listade i Catalogue of Life.